# Trevor Ncube
Pour les articles homonymes, voir Ncube.
Trevor Vusumuzi Ncube, né le 9 septembre 1962, est un entrepreneur et un patron de presse zimbabwéen, qui vit maintenant en Afrique du Sud et publie dans les deux pays. En tant que patron de presse, il a constitué un  groupe de presse indépendant.  Il est persuadé de l’importance de maintenir une presse libre et indépendante dans son pays natal.

## Biographie
Ncube est né en 1962 à Bulawayo en Rhodésie du Sud (actuel Zimbabwe). Il fait des études supérieures  en histoire économique à l'Université du Zimbabwe.  Il devient ensuite enseignant à la Pumula High School,  au début des années 1980.
En 1989, il choisit de devenir rédacteur en chef adjoint au Financial Gazette, puis il en est nommé directeur exécutif six ans plus tard, en 1991,.  À partir de 1997, il crée via la société Alpha Media Holdings (AMH) plusieurs titres de presse indépendants au Zwimbabwe, tout d’abord The Standard,  puis le The Zimbabwe Independent, NewsDay, etc.,. Il est persuadé de l’importance de maintenir une presse libre et indépendante,. En 2002, il devient également l’actionnaire majoritaire du journal sud-africain Mail & Guardian,.
Le 10 décembre 2005, son passeport lui est retiré par le gouvernement de Mugabe, en  application de lois restrictives récentes sur la liberté de la presse. Le passeport lui est retourné quelque temps plus tard, cette décision administrative ayant été jugée illégale par la justice,. Le gouvernement du Zimbabwe essaye, sans succès, de le dépouiller de sa citoyenneté sur la base d’une naissance de son père en Zambie. La tentative est vue par beaucoup comme une tentative de fermer ses journaux, indépendants et critiques sur le pouvoir, la loi zimbabwéenne ne permettant pas aux étrangers de posséder des journaux  dans le pays. Il s’installe en Afrique du Sud pour échapper à ces multiples pressions  de la part du pouvoir du Zimbabwe.